# Tapiena emarginata
Tapiena emarginata är en insektsart som beskrevs av Heinrich Hugo Karny 1923. Tapiena emarginata ingår i släktet Tapiena och familjen vårtbitare. Inga underarter finns listade i Catalogue of Life.